# Neoestoicismo

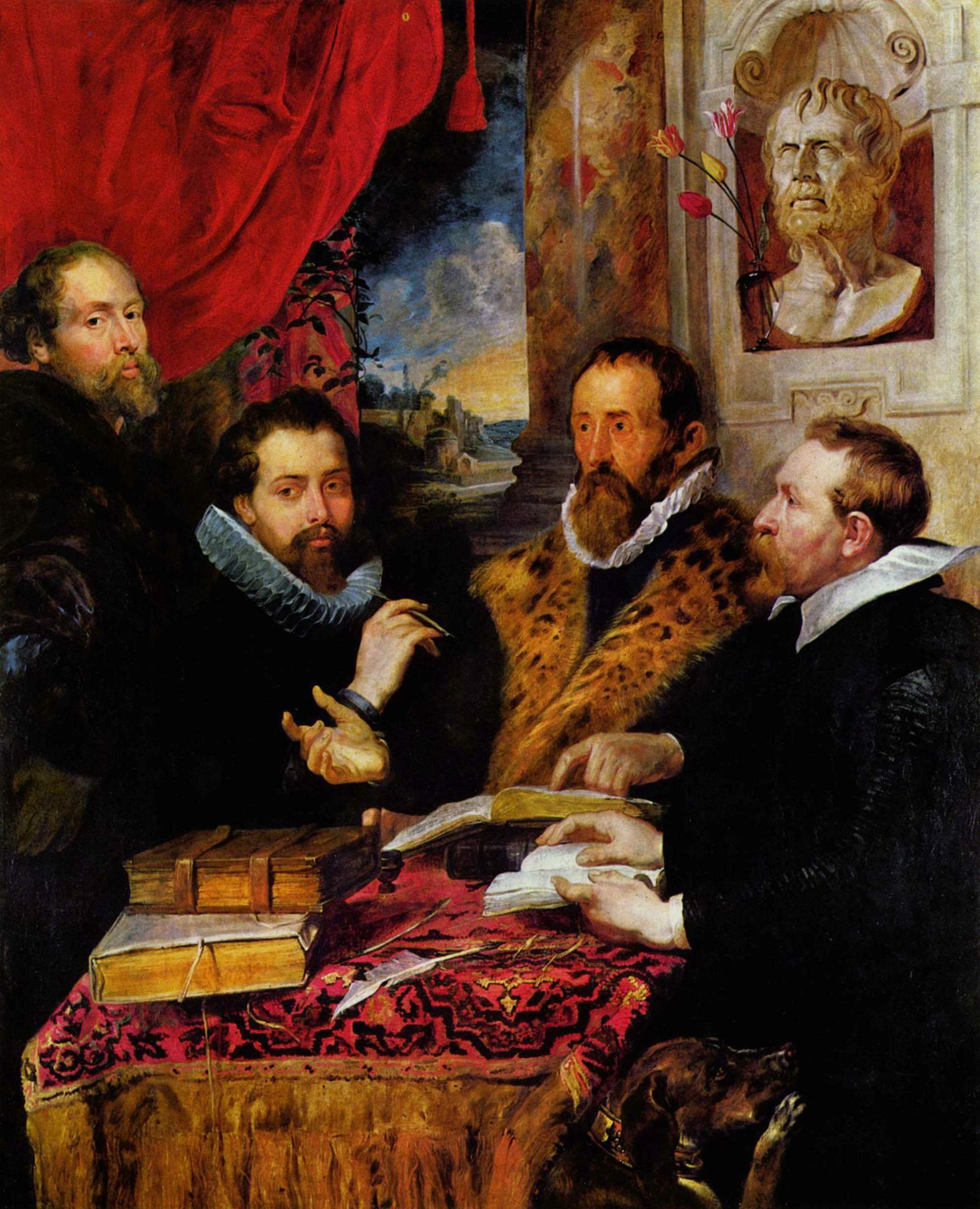
Peter Paul Rubens: Los cuatro filósofos. De izquierda a derecha: el propio pintor Pedro Pablo Rubens, su hermano Philipp, el famoso erudito Justo Lipsio y su alumno Jan Van den Wouwer. Arriba, preside la reunión una réplica del busto helenístico conocido como el PseudoSéneca.

El neoestoicismo fue un movimiento filosófico nacido en el siglo XVI que unía en su concepción elementos del estoicismo y del cristianismo. Fue fundado por el humanista belga Justo Lipsio quien en 1584 publicó su famoso diálogo De constantia donde sentó las bases de este nuevo movimiento filosófico y espiritual. Tiempo después aún desarrolló más su teoría en los tratados Manductio ad stoicam philosophiam (Introducción a la filosofía estoica), Physiologia stoicorum (Física del estoicismo) y Ethica (Ética).
El neoestoicismo es una filosofía práctica que sostiene que la norma básica de la vida debería ser que el ser humano no puede ceder ante la pasión terrenal sino someterse a los dictados de Dios. Los neoestoicistas distinguen entre cuatro pasiones estoicas: gula, alegría, miedo y dolor. Redescubre el valor de filósofos como Epicteto y Séneca y los une al bíblico Libro de Job.
El neoestoicismo tuvo una influencia directa en muchos escritores de los siglos XVII y XVIII tales como: Montesquieu, Bossuet, Guillaume du Vair, Francis Bacon, Joseph Hall, Francisco de Quevedo o Juan de Vera y Figueroa.